# Мартуни
Мартуни (на арменски: Մարտունի) е град в община Мартуни на провинция Гехаркуник в Армения, разположен на южния бряг на езерото Севан. Според преброяването през 2011 г. градът има население от 12 894 души. Според официалната оценка от 2016 г. населението на Мартуни е около 11 200 души.

## Етимология
През средновековния период районът на днешния Мартуни е известен като Мец Кзнут. Между 1830 и 1922 г. се нарича Неркин Гаранлуг. През 1926 г. е наречен Мартуни в чест на болшевишкия лидер и председател на Съвета на народните комисари на Армения Александър Мясникян, чието партизанско име е Мартуни.

## Култура
В Мартуни се намира църквата „Света Богородица“, датираща от 1886 г. Има и крепост от желязната епоха, разкопана през 1997 г. от арменско-италиански екип.
Арменските бежанци от Алашкерт, които се заселват в Мартуни, пренасят традицията си на кюфтета от конопено семе, които се консумират най-често по време на постите. Тъй като канабисът и конопът се извличат от едно и също растение, имало е моменти, когато полицията в Мартуни е предприемала репресии срещу отглеждането на местни конопени храсти, като неправилно е приемала, че растенията са свързани с производството на наркотици.

## Икономика
Мартуни е дом на фабриката за хляб „Арев-1“, основана през 1995 г., и завода за преработка на кафе „Златна леща“, основан през 1998 г.
От 2015 г. 10 организации се обединяват, за да разработят програма за възраждане в едно село по случай 100-годишнината от арменския геноцид. Провеждат се икономически, здравни програми, програми за детско развитие и др.

## Спорт
Градът е първоначалният дом на отбора от арменската Премиер лига ФК „Алашкерт“ . Клубът е кръстен на западноарменския град Алашкерт (днешен Елешкирт), откъдето голям брой бежанци идват в Мартуни след арменския геноцид .

## Галерия
- Централен площад на Мартуни
- Мартуни по здрач
- Църквата „Света Богородица“
- Мартуни и езерото Севан
- Военен паметник
- Паметник

## Международни отношения

### Партньорства
- Кавала, Гърция, от 2001 г.